# Potamosilurus
Potamosilurus is een geslacht van straalvinnige vissen uit de familie van de christusvissen (Ariidae).

## Soort
- Potamosilurus macrorhynchus (Weber, 1913)